# Marquesado de Velamazán
El Marquesado de Velamazán es un título nobiliario español creado el 4 de julio de 1675 por el rey Carlos II a favor de Martín Pedro González de Castejón Belvís e Ibáñez, Regidor Perpetuo de Soria.
Su denominación hace referencia al municipio de Velamazán, (Soria).

## Marqueses de Velamazán
|                        | Titular                                                         | Periodo                |
| Creación por Carlos II | Creación por Carlos II                                          | Creación por Carlos II |
| ---------------------- | --------------------------------------------------------------- | ---------------------- |
| I                      | Martín Pedro González de Castejón Medrano Belvís e Ibáñez       | 1675-1736              |
| II                     | Martín Nicolás González de Castejón Medrano e Ibáñez de Segovia | 1736-1752              |
| III                    | Martín Miguel de Castejón y Dávila                              | 1752-1764              |
| IV                     | María del Pilar de Castejón y Silva                             | 1764-1806              |
| V                      | María Luisa de Silva y Castejón Pacheco y Villalonga            | 1806-1825              |
| VI                     | José María González de Castejón y Gómez de la Serna             | 1856-1888              |
| VII                    | José María González de Castejón y Olazábal                      | 1893-1927              |
| VIII                   | Manuel González de Castejón y Martínez de Velasco               | 1930-1942              |
| IX                     | María Concepción González de Castejón y de la Plaza             |                        |
| ...                    | José Francisco González de Castejón y Hernández                 | 1968-actual titular    |

## Historia de los marqueses de Velamazán
- Martín Pedro de Castejón Medrano Belvís e Ibáñez (1663-1736) I marqués de Velamazán, V marqués de Gramosa, IX marqués de Lanzarote, vizconde de las Vegas de Matute.

1. Casó con Teresa Ibáñez de Segovia.
2. Casó con Ana Laura González de Castejón, hija de Gil Fadrique de Castejón, I marqués de la Solana.
3. Casó con Águeda María de Camargo y Angulo, hija de José Antonio de Camargo y Pasquer, I conde de Villarea. Le sucedió, de su primer matrimonio, su hijo:

- Martín Nicolás González de Castejón Medrano e Ibáñez de Segovia (1690-1752), II marqués de Velamazán, VI marqués de Gramosa, X  marqués de Lanzarote, vizconde de las Vegas de Matute.

1. Casó con Teresa Ignacia Dávila y Suárez de Mendoza, II marquesa de Albaserrada, XVI condesa de Coruña.
2. Casó con María Manuela de Villalonga y Velasco, hija de Francisco de Villalonga y Fortuny, I conde de la Cueva. Le sucedió, de su primer matrimonio, su hijo:

- Martín Miguel de Castejón y Dávila (.-1764), III marqués de Velamazán, VII marqués de Gramosa, XVIII conde de Coruña, conde de la Ribera, XVII vizconde de las Vegas de Matute.

1. Casó con María Luisa de Silva y Castejón, X marquesa de Gramosa, XV condesa de Cifuentes, marquesa de Alconchel. Le sucedió su hija:

- María del Pilar de Castejón y Silva (1750-1806), IV marquesa de Velamazán, VIII marquesa de Gramosa, marquesa de Lanzarote, III marquesa de Albaserrada, condesa de Coruña, vizcondesa de Torija, vizcondesa de las Vegas de Matute.

1. Casó con el hermano de su padre, su tío Martín Pedro de Castejón y Dávila, XVIII conde de Coruña, marqués de Beleña. conde de Paredes, vizconde de Torija. Sin descendientes. Le sucedió su prima carnal:

- María Luisa de Silva y Castejón Pacheco y Villalonga (1775-1825), V marquesa de Velamazán, X marquesa de Gramosa, V marquesa de Alconchel, XV condesa de Cifuentes, IX marquesa de Albaserrada, XIII marquesa de Lanzarote, condesa de la Ribera.

1. Casó con Juan Bautista María de Queralt y de Pinós, VII conde de Santa Coloma, V marqués de Besora, V marqués de Albolote.